# Algorisme de xifratge de missatges mòbils
En criptografia, el Cellular Message Encryption Algorithm (CMEA) és un xifratge de blocs que s'utilitzava per protegir els telèfons mòbils als Estats Units. CMEA és una de les quatre primitives criptogràfiques especificades en un estàndard de l'Associació de la indústria de les telecomunicacions (TIA) i està dissenyada per xifrar el canal de control, en lloc de les dades de veu. El 1997, un grup de criptògrafs va publicar atacs al xifrat que demostraven que tenia diverses debilitats que li donen una força efectiva trivial d'un xifrat de 24 bits a 32 bits. Algunes acusacions es van fer que la NSA havia pressionat els dissenyadors originals perquè paralisissin CMEA, però la NSA ha negat qualsevol paper en el disseny o la selecció de l'algorisme. Els xifratge ECMEA i SCEMA es deriven de CMEA.
CMEA es descriu a Algorisme de xifratge de missatges mòbils a l'USPTO (anglès). Està orientat a bytes, amb una mida de bloc variable, normalment de 2 a 6 bytes. La mida de la clau és de només 64 bits. Tots dos són inusualment petits per a un xifrat modern. L'algorisme consta de només 3 passades sobre les dades: una operació de difusió no lineal d'esquerra a dreta, una mescla lineal sense clau i una altra difusió no lineal que de fet és la inversa de la primera. Les operacions no lineals utilitzen una taula de cerca amb clau anomenada T-box, que utilitza una taula de cerca sense clau anomenada CaveTable. L'algorisme és auto-invers; tornar a xifrar el text xifrat amb la mateixa clau equival a desxifrar-lo.
El CMEA és molt insegur. Hi ha un atac de text pla escollit, efectiu per a totes les mides de bloc, que utilitza 338 texts clars escollits. Per als blocs de 3 bytes (normalment s'utilitzen per xifrar cada dígit marcat), hi ha un atac de text sense format conegut que utilitza entre 40 i 80 textos sense format coneguts. Per als blocs de 2 bytes, n'hi ha prou amb 4 texts clars coneguts.
El CMEA "millorat", CMEA-I, no és gaire millor: l'atac de text en pla escollit requereix menys de 850 textos en pla en la seva versió adaptativa.